# Bojsenburg
Bojsenburg är en stadsdel i Falun.

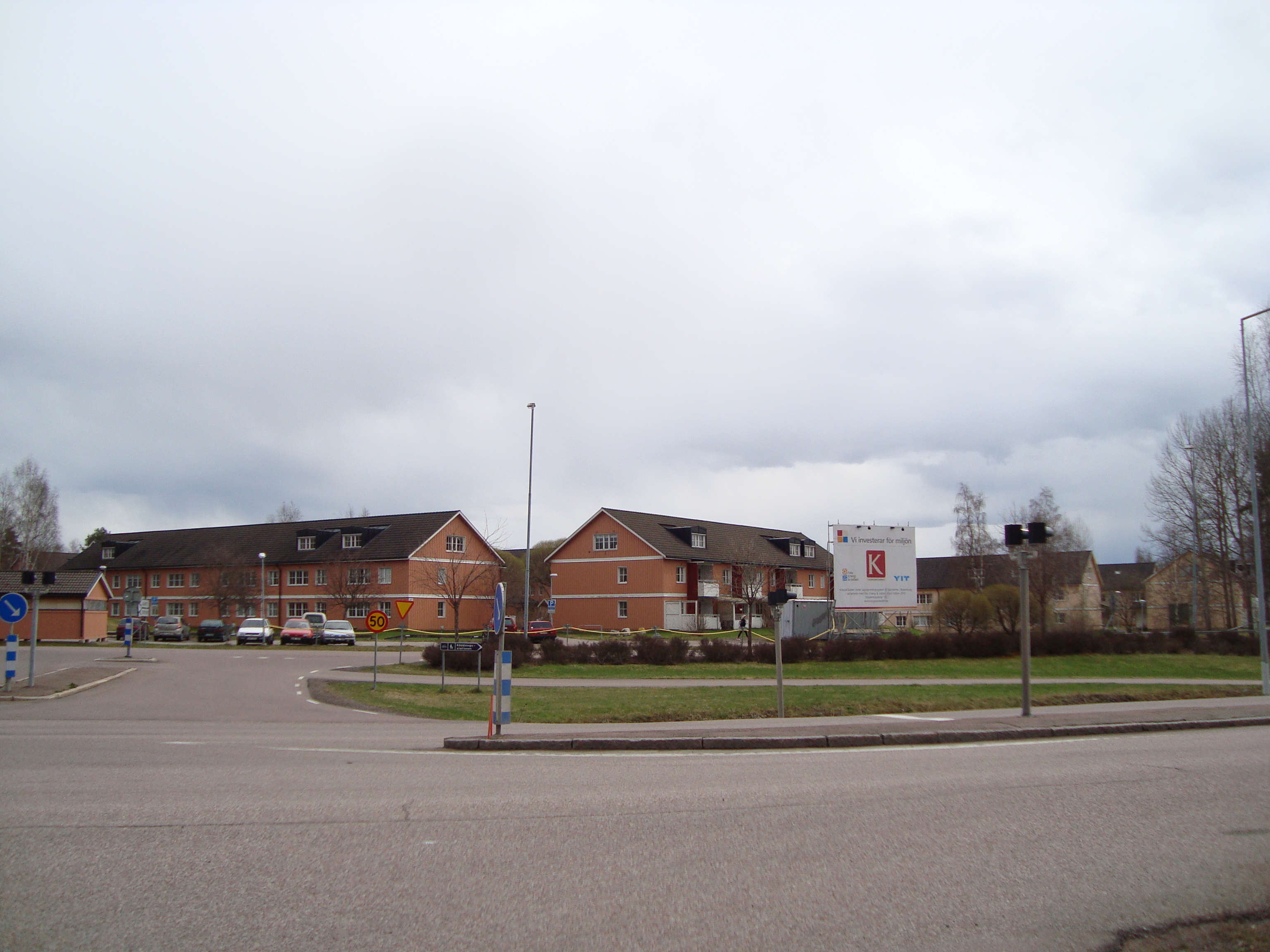
Bojsenburg sett från Falu brandstation.

Gården Bojsenburg byggdes i början av 1800-talet av Adolf Wilhelm Renström, som var källarmästare i Falun.  Gården uppkallades på skämt efter den tyska staden Boizenburg, som var Karl XIV Johans högkvarter en tid under Napoleonkrigen.
Gården revs för att ge plats åt Britsarvsskolan, vilken började byggas 1964.
Från 1917 och fram till 1966 var Bojsenburg ett koloniträdgårdsområde. 
Det nuvarande bostadsområdet byggdes 1972-1977, och förvaltas av det kommunala bostadsbolaget Kopparstaden AB. När området var färdigbyggt fanns där 1066 lägenheter, men senare har ett hus brunnit ner och några lägenheter har slagits ihop. I dagsläget finns det i alla fall över 1000 lägenheter i hela området. Bojsenburg är uppbyggt kring sju vändplaner, och på varje vändplan finns det två till fyra fyrkanter med hus (tre till fyra hus per fyrkant). Husen är byggda i betong med träfasader och  har tre till fyra våningar. Vändplan ett har adressen Seminariegatan medan de andra sex vändplanerna hör till Jungfruvägen.
Stadsdelen gränsar till Karlsbergs gård och Britsarvet, på andra sidan E16 ligger även Jungfruberget och Hökviken.